# Gmina Nowogród Bobrzański
Die Gmina Nowogród Bobrzański [nɔˈvɔgrut bɔˈbʒansci] ist eine Stadt- und Landgemeinde im Powiat Zielonogórski der Woiwodschaft Lebus in Polen. Ihr Sitz ist die gleichnamige Kleinstadt (deutsch Naumburg am Bober) mit etwa 5150 Einwohnern.

## Geographie

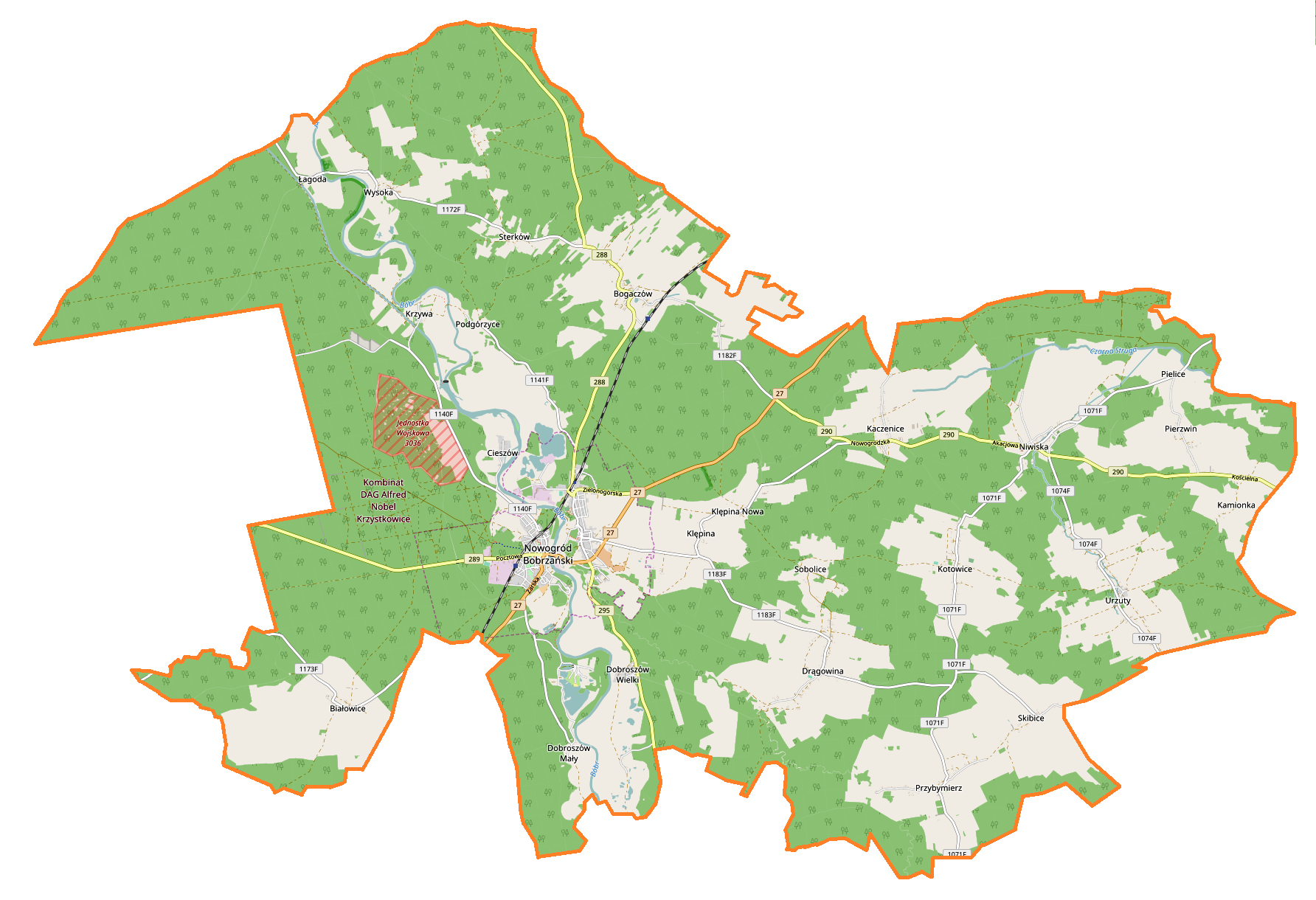
Karte der heutigen Gmina Nowogród Bobrzański; der Bober bildete bis 1976 die Gemeindegrenze

Die Gemeinde mit 259 km² Fläche grenzt im Nordosten an die Kreisstadt Zielona Góra (Grünberg in Schlesien). Zu den Gewässern gehören der Bober (Bóbr), der bis 1976 die westliche Grenze der Gemeinde bildete und die Brzeźnica bzw. Brzeźniczanka.

## Geschichte
Die Landgemeinde gehörte zum Powiat Lubski mit der Kreisstadt Lubsko (Sommerfeld) in der Woiwodschaft Zielona Góra (1950–1975). Am 1. Juni 1975 wurde der Powiat aufgelöst und die Gemeinde kam bis Ende 1998 zur neu geschaffenen, verkleinerten Woiwodschaft Zielona Góra (1975–1998).
Am 15. Januar 1976 wurden in die Gemeinde sechs westlich des Bober gelegene Dörfer (Białowice, Cieszów, Dobroszów Mały, Krzystkowice, Krzywa und Łagoda) der aufgelösten Landgemeinde Krzystkowice eingegliedert.
Die ehemalige Stadt Krzystkowice (Christianstadt) auf dem westlichen Boberufer wurde 1988 mit Nowogród Bobrzański vereinigt. Dieses erhielt die Stadtrechte zurück; dadurch erhielt die Gemeinde ihren heutigen Status.
Die früheisenzeitliche Fundstätte in Billendorf (Białowice) war namensgebend für die Billendorfer Kultur.

## Gliederung
Die Stadt- und Landgemeinde Nowogród Bobrzański gliedert sich in die Stadt selbst und 21 Dörfer mit Schulzenamt:
| - Nowogród Bobrzański (Naumburg am Bober) - Białowice (Billendorf), namengebend für die Billendorfer Kultur - Bogaczów (Reichenau, 1940–1945 Großreichenau) - Cieszów (Zeschau) - Dobroszów Mały (Klein Dobritsch, 1936–1945 Klein Boberau) - Dobroszów Wielki (Groß Dobritsch, 1936–1945 Groß Boberau) - Drągowina (Neuwaldau) - Kaczenice (Rohrwiese) - Klępina (Kleppen) - Kotowice (Kottwitz) - Krzewiny (Buschvorwerk) | - Krzywa (Kriebau) - Łagoda (Legel) - Niwiska (Niebusch, 1936–1945 Bergenwald) - Pierzwin (Pürben) - Podgórzyce (Poydritz) - Przybymierz (Reichenbach) - Skibice (Peterswaldau) - Sterków (Tschirkau, 1936–1945 Rehwald) - Turów (Theuern) - Urzuty (Lang Hermsdorf) - Wysoka (Weißig) |

Weitere Siedlungen und Ortsteile sind: Kamionka (Steinborn), Krzystkowice (Christianstadt am Bober), Krzywaniec, Pajęczno (Paganz, 1936–1945 Kleinwiesdorf), Pielice (Pehlitz), Popowice (Popowitz, 1936–1945 Gutental) und Sobolice (Zedelsdorf).